# Meritxell Soler
Meritxell Soler Delgado (* 20. Juli 1992 in Sant Joan de Vilatorrada) ist eine spanische Leichtathletin, die sich auf den Langstreckenlauf spezialisiert hat.

## Sportliche Laufbahn
Erste internationale Erfahrungen sammelte Meritxell Soler im Jahr 2014, als sie bei den U23-Mittelmeer-Meisterschaften in Aubagne in 37:12,08 min den neunten Platz im 10.000-Meter-Lauf belegte. Bei den Weltmeisterschaften in Budapest gelangte sie mit 2:34:38 min auf den 27. Platz im Marathonlauf und im Jahr darauf wurde sie bei den Europameisterschaften in Rom in 1:12:16 h 32. im Halbmarathon. Anschließend nahm sie im Marathon an den Olympischen Sommerspielen in Paris teil und landete dort nach 2:29:56 h auf dem 25. Platz. Bei den Straßenlauf-Europameisterschaften 2025 in Löwen gelangte sie nach 1:11:39 h auf den vierten Platz im Halbmarathon und gewann in der Teamwertung die Bronzemedaille hinter den Teams aus Belgien und Italien.
2022 wurde Soler spanischer Meister im Halbmarathon.

## Persönliche Bestleistungen
- 10.000 Meter: 32:54,28 min, 28. Mai 2022 in Pacé
- 10-km-Straßenlauf: 32:31 min, 31. Dezember 2022 in Barcelona
- Halbmarathon: 1:10:21 h, 21. Januar 2024 in Santa Pola
- Marathonlauf: 2:24:57 h, 18. Februar 2024 in Sevilla